# Pseudacrossus circassicus
Pseudacrossus circassicus är en skalbaggsart som beskrevs av Edmund Reitter 1892. Pseudacrossus circassicus ingår i släktet Pseudacrossus och familjen Aphodiidae. Inga underarter finns listade i Catalogue of Life.